# پیتر فن موسخنبروک
پیتر فن موسخنبروک دانشمند هلندی در زمینه‌های ریاضیات، فلسفه، پزشکی و اخترشناسی بود. او در شهرهای دویسبورگ، اوترخت و لیدن استاد ریاضیات، فلسفه، پزشکی و ستاره‌شناسی بود. او در سال ۱۷۴۶ با اختراع اولین خازن:شیشه لیدن اعتباری کسب کرد.